# ريكاردو بيريرا
ريكاردو دومينغوس باربوس بيريرا (بالبرتغالية: Ricardo Domingos Barbosa Pereira‏) هو لاعب كرة قدم برتغالي يلعب في مركز الجناح ولد في يوم 6 أكتوبر 1993 في مدينة لشبونة في البرتغال، يلعب حالياً مع نادي ليستر سيتي كظهير أيمن وسبق له اللعب مع فيتيوريا دي غيمارايش، كما لعب مع منتخب البرتغال لكرة القدم.

## وصلات خارجية
- ريكاردو بيريرا على موقع الاتحاد الدولي (مؤرشف)  (الإنجليزية)
- ريكاردو بيريرا على موقع الاتحاد الأوربي (الإنجليزية)
- ريكاردو بيريرا على موقع قاعدة بيانات كرة القدم.إي يو (الإنجليزية)
- ريكاردو بيريرا على موقع ليكيب (الفرنسية)
- ريكاردو بيريرا على موقع ناشيونال فوتبول تيمز (الإنجليزية)
- ريكاردو بيريرا على موقع Soccerbase.com (لاعب) (الإنجليزية)
- ريكاردو بيريرا على موقع Soccerway.com (الإنجليزية)
- ريكاردو بيريرا على موقع عالم كرة القدم.نت (الإنجليزية)
- ريكاردو بيريرا على موقع كووورة
- ريكاردو بيريرا على موقع AS.com (الإسبانية)

- ريكاردو بيريرا على موقع فوتبول زيت زيت